# Scorpaenopsis orientalis
Scorpaenopsis orientalis és una espècie de peix pertanyent a la família dels escorpènids.

## Descripció
- Fa 27,8 cm de llargària màxima.
- Nombre de vèrtebres: 24.[5]

## Hàbitat
És un peix marí, demersal i de clima temperat que viu entre 8-20 m de fondària.

## Distribució geogràfica
Es troba al Pacífic nord-occidental: el Japó.

## Observacions
És inofensiu per als humans.